# 蒙克山站
蒙克山站是位于黑龙江省塔河县塔河林业局蒙克山林场的一个铁路车站，有富西铁路经过该站，车站及其上下行区间均未电气化，距离富裕站697公里。车站于1970年开站，目前隶属哈尔滨铁路局加格达奇车务段，是四等站，只办理列车到发、会让和旅客乘降业务。后随塔河林业局蒙克山林场关停，客流减少。
车站站房面积240平方米，其中候车室、售票厅、行包房面积分别为37平方米、8平方米和8平方米。站场设有3条股道。车站地处白卡尔山山区，是富西铁路嫩林段上的制高点。车站上行区间为蒙克山隧道、西罗奇2号隧道和西罗奇1号隧道:404,407。